# Olle Ljungberg
Olle Arthur Ljungberg, född 7 december 1946 i Engelbrekts församling i Stockholm, är en svensk skådespelare, kompositör, regissör och teaterproducent.

## Biografi
Ljungberg utbildades vid Calle Flygare Teaterskola. Därefter började han som skådespelare på Pistolteatern 1969 och senare vid bl.a. Riksteatern och Göteborgs stadsteater. I Göteborg regisserade han och medverkade i lyckokastet Jacques Brel lever än (1982), framförd 104 gånger. Tillsammans med Evabritt Strandberg startade han därefter Scendamm AB, som förutom kabarén Brel (1983) och Kent Anderssons revy Kent (1985) på Göta Lejon i Stockholm producerat musikalerna A star is Torn (1985) på Scalateatern och Zarah (1987, här var Ljungberg också medförfattare ) på Intiman samt komedin Färdknäpp (1988) och musikalen Villon (1991) på Scalateatern, samtliga med Ljungberg som regissör. Han var även producent för Les Misérables (1990) på Cirkus.
Ljungberg har även regisserat och producerat Kulfadern på Restaurang Tyrol (1992), musikalen Blood Brothers på Intiman (1992),  kabarén Tre på en liter på Sverigeturné (1993). Kabaréerna Brel i Feskekyrka samt Brel landet runt (1994–1995). 1995–1999 byggde Olle Ljungberg upp och drev som VD industriföretaget Smoke on Guard AB. Säkerhetsföretag med innovationer inom larm och stöldskydd. Numera globalt verksam. 1999–2001 producerade och regisserade Olle Ljungberg musikteaterföreställningen Marlene på Scalateatern. Konsertföreställningen  Å alla dessa karlar, på konserthusturné, samt ett antal mindre föreställningar på turné runt landet. 2002–2005 byggde och drev Olle Ljungberg Fjäderholmsteatern på Fjäderholmarna. Där producerade och regisserade han teaterföreställningen Hemsöborna samt barnföreställningen Myror i brallan och familjeföreställningen Saltkråkan.  2006–2007 producerade och regisserade han musikteaterföreställningen Brel rakt in i hjärtat på Vasateatern i Stockholm. 2009 och 2010 producerade och regisserade han Rockmusikalen Life of Bellman i Ulriksdals slottspark. 2011 producerade och regisserade han dramamusikalen Modren på Rival i Stockholm.

## Filmografi
- 1969 – Konfrontation
- 1970 – Lyckliga skitar
- 1978 – Picassos äventyr
- 1980 – Innan vintern kommer (TV-serie)
- 1981 – Fem dagar i december (TV-serie)
- 1982 – Ta den ring (TV-serie)
- 1982 – Polisen som vägrade svara
- 1984 – Taxibilder (TV-serie)

## Teater

### Roller (ej komplett)
| År   | Roll             | Produktion                                               | Regi              | Teater        |
| ---- | ---------------- | -------------------------------------------------------- | ----------------- | ------------- |
| 1970 |                  | Tronföljaren Jan Gemvik                                  | Jan Gemvik        | Pistolteatern |
| 1970 | Patrice          | 40 karat Pierre Barillet och Jean-Pierre Grédy           | Per Gerhard       | Vasateatern   |
| 1976 | Ceremonimästaren | Chicago John Kander och Fred Ebb                         | Hans Bergström    | Riksteatern   |
| 1986 |                  | Ringo Birgitta Götestam, Göran Arnberg och Magnus Fermin | Birgitta Götestam | Göta Lejon    |

### Regi (ej komplett)
| År   | Produktion               | Upphovsmän                                               | Teater                                       |
| ---- | ------------------------ | -------------------------------------------------------- | -------------------------------------------- |
| 1983 | Brel                     | Olle Ljungberg och Sonja Gube                            | Göta Lejon                                   |
| 1985 | Kent                     | Kent Andersson, Carl-Axel Dominique och Monica Dominique | Göta Lejon                                   |
| 1985 | A Star is Torn           | Robin Archer och Rodney Fisher Översättning Rune Blom    | Scalateatern Regi tillsammans med Sonja Gube |
| 1987 | Zarah                    | Olle Ljungberg, Ostrowski och Evabritt Strandberg        | Intiman                                      |
| 1988 | Zarah                    | Olle Ljungberg, Ostrowski och Evabritt Strandberg        | Riksteatern                                  |
| 2007 | Brel - Rätt in i hjärtat |                                                          | Vasateatern Även turné                       |
| 2009 | Life of Bellman          | Olle Ljungberg och Ulrika Larsson                        | Ulriksdals Slottspark                        |
| 2011 | Modren                   | Ulrika Larsson och Sissela Nutley                        | Rival                                        |